# Skeleton-Weltcup 2020/21
Der Skeleton-Weltcup 2020/21 (Sponsorenname: BMW IBSF Weltcup 2020/2021) war eine von der International Bobsleigh & Skeleton Federation (IBSF) veranstaltete Wettkampfserie im Skeleton, in der Wettbewerbe für Männer und Frauen ausgetragen wurden. Der Weltcup begann am 22. November 2020 in Sigulda beginnen und sollte ursprünglich am 14. März 2021 in Yanqing enden. Aufgrund der COVID-19-Pandemie passte die IBSF den Sportkalender im Vorfeld der Saison an und verlegte mehrere Veranstaltungen, sodass anders als in den Vorjahren keine Weltcuprennen in Nordamerika stattfanden. Schlussendlich musste auch das Weltcupfinale auf der Olympiabahn von 2020 abgesagt und nach Innsbruck-Igls verlegt werden. Höhepunkt der Saison waren die Weltmeisterschaft vom 5. bis 14. Februar 2021 in Altenberg, deren Ergebnisse jedoch nicht zum Weltcup zählen.
Titelverteidiger in der Gesamtweltcupwertung sind Jacqueline Lölling und Martins Dukurs. Während Dukurs seinen Titel verteidigen konnte, setzte sich bei den Frauen die Österreicherin Janine Flock durch.

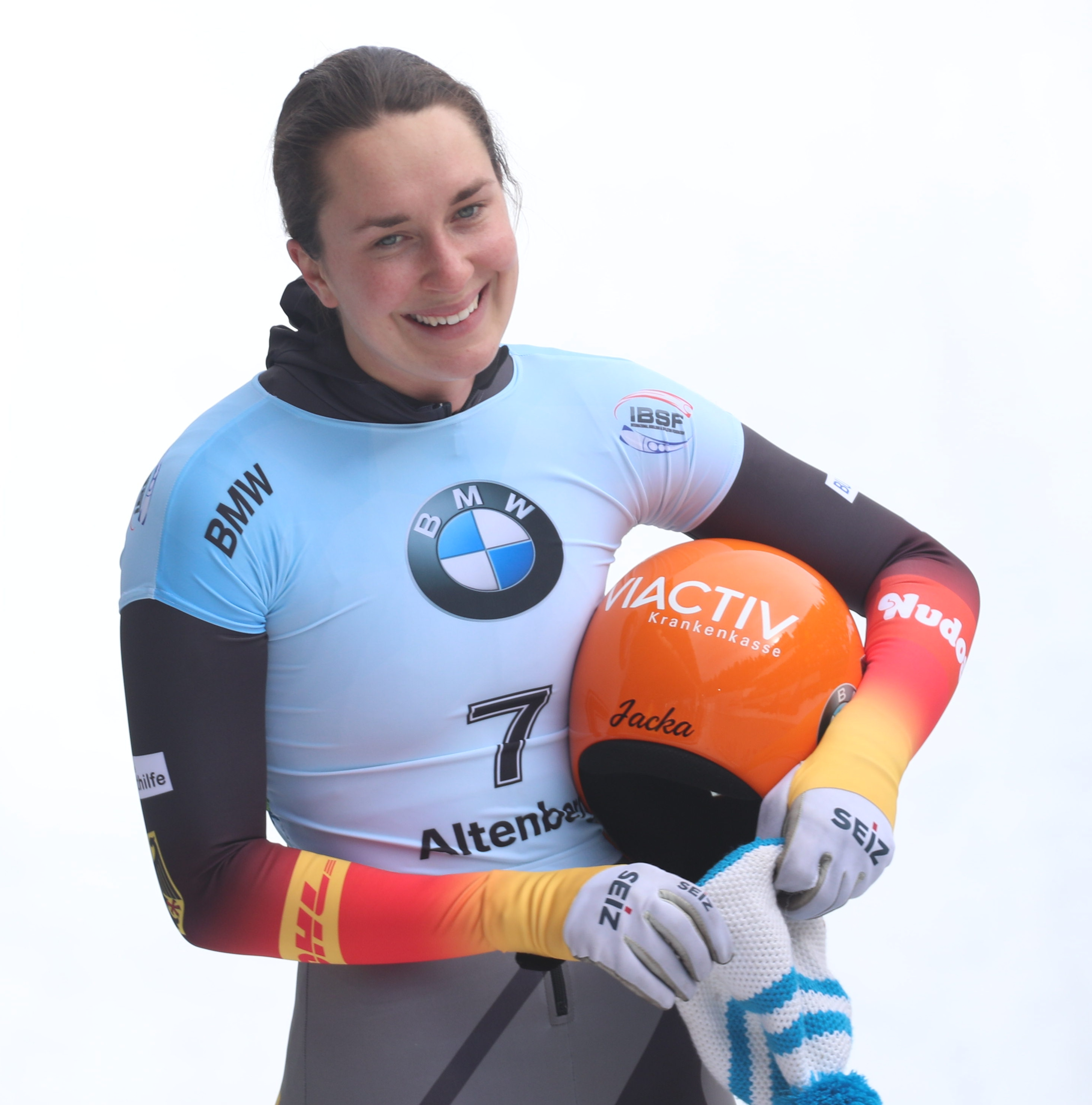
Jacqueline Lölling
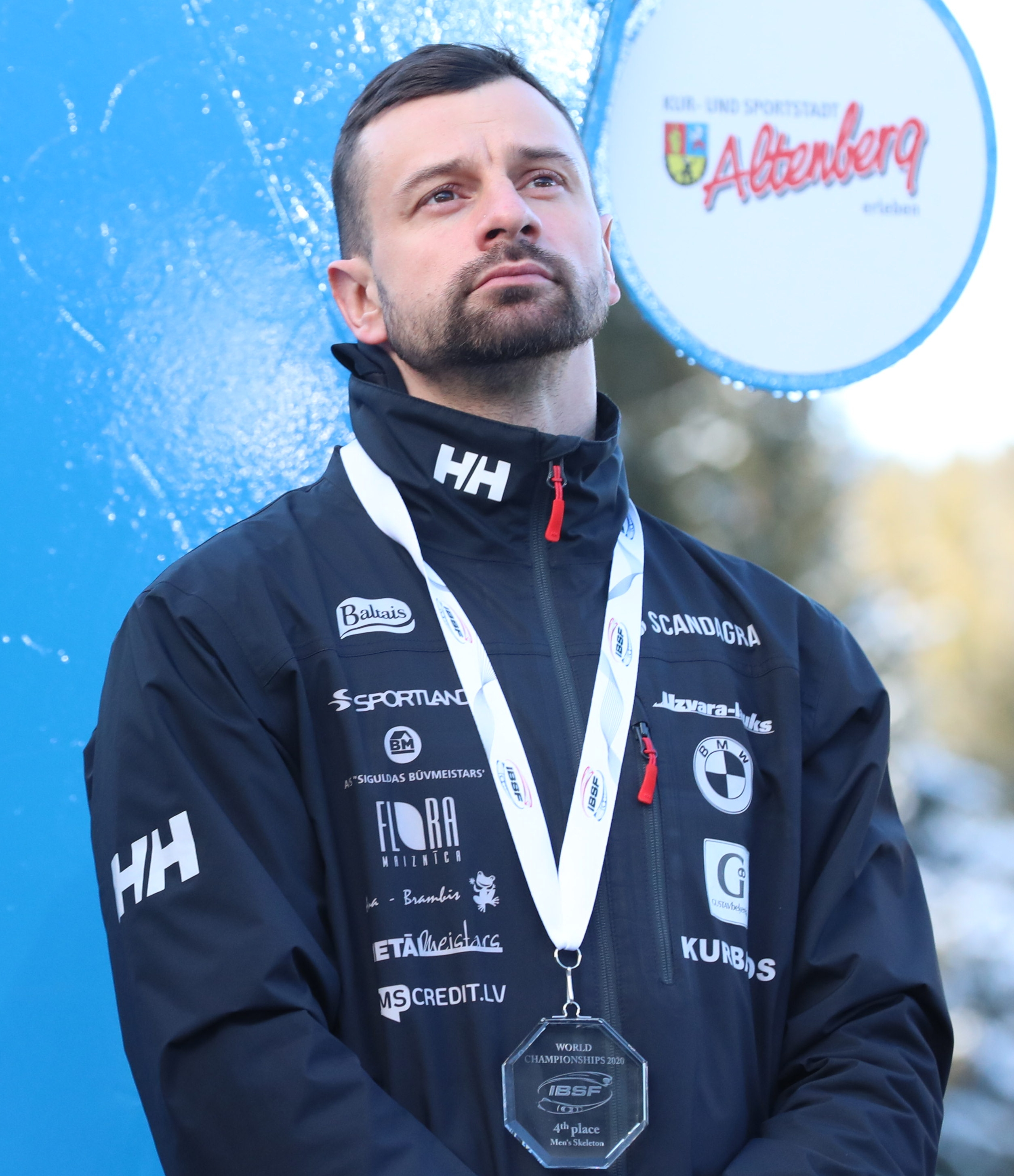
Martins Dukurs
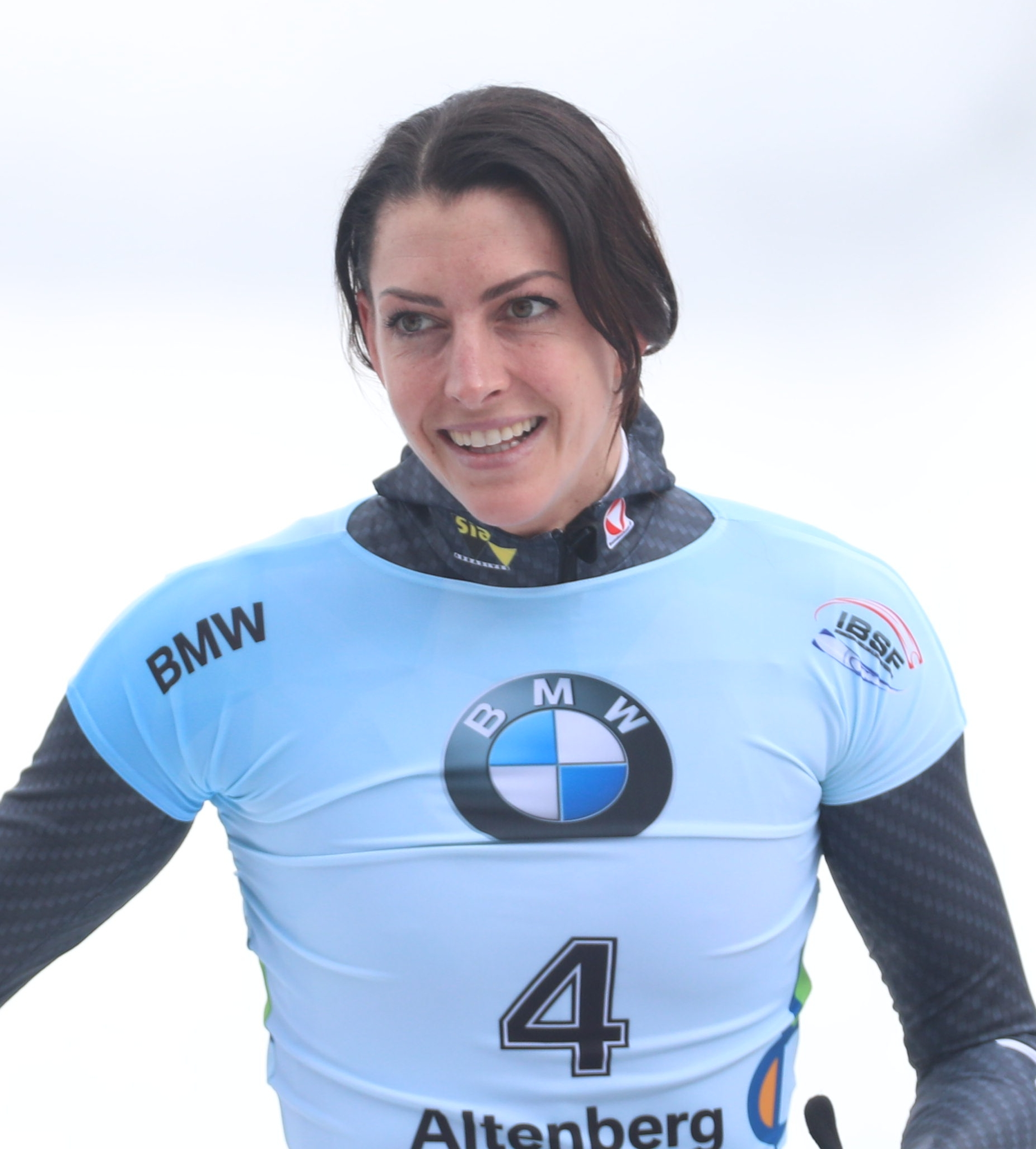
Janine Flock

## Wettkampfkalender
Im März 2020 veröffentlichte die IBSF den Weltcupkalender für die Saison 2020/21, der Rennen auf acht Bahnen und drei Kontinenten vorsah. Ein halbes Jahr später reagierte der Verband auf Reisebeschränkungen durch die COVID-19-Pandemie, strich – auch zum Schutz der Gesundheit der Athleten – die für Mitte Februar angesetzten Wettkämpfe in Park City und verlegte die Weltmeisterschaft von Lake Placid nach Altenberg, das ursprünglich als Weltcupstation im Dezember eingeplant war. Um dennoch auf die vorgesehene Zahl von acht Weltcupstationen zu kommen, wurden die Weltcups in Sigulda und Innsbruck-Igls in zweiwöchige Veranstaltungen umgewandelt, an denen jeweils das Doppelte der ursprünglich geplanten Rennzahl stattfinden soll. Als einziger Weltcuport außerhalb Europas verblieb nach dem Wegfall der US-Rennen das chinesische Yanqing im Programm. Das dort stattfindende Saisonfinale auf der erstmals befahrenen Bahn soll zugleich Test für die olympischen Skeleton-Wettkämpfe von 2022 sein. Die IBSF-Generalsekretärin Heike Größwang wies angesichts der sich stetig verändernden Lage darauf hin, dass „Flexibilität […] für alle Interessengruppen von entscheidender Bedeutung sein [werde]“.
Als Zeitraum ist stets die gesamte Wettkampfwoche angegeben, die eigentlichen Weltcupwettbewerbe sind jeweils für Sonntag – den letztgenannten Tag pro Station – angesetzt.
| #  | Datum                 | Land        | Ort            | Wettkampfstätte                      |
| -- | --------------------- | ----------- | -------------- | ------------------------------------ |
| 1  | 16.–22. November 2020 | Lettland    | Sigulda        | Bob- und Rennschlittenbahn Sigulda   |
| 2  | 23.–29. November 2020 | Lettland    | Sigulda        | Bob- und Rennschlittenbahn Sigulda   |
| 3  | 7.–13. Dezember 2020  | Österreich  | Innsbruck-Igls | Olympia Eiskanal Innsbruck-Igls      |
| 4  | 14.–20. Dezember 2020 | Österreich  | Innsbruck-Igls | Olympia Eiskanal Innsbruck-Igls      |
| 5  | 4.–10. Januar 2021    | Deutschland | Winterberg     | Veltins-Eisarena                     |
| 6  | 11.–17. Januar 2021   | Schweiz     | St. Moritz     | Olympia Bob Run St. Moritz–Celerina  |
| 7  | 18.–24. Januar 2021   | Deutschland | Königssee      | Kunsteisbahn Königssee               |
| 8  | 25.–31. Januar 2021   | Österreich  | Innsbruck-Igls | Olympia Eiskanal Innsbruck-Igls      |
| WM | 1.–14. Februar 2021   | Deutschland | Altenberg      | Rennschlitten- und Bobbahn Altenberg |

Durchgehend am gleichen Ort finden die Rennen zum Bob-Weltcup statt.

## Teilnehmerfeld
Den Posten des Cheftrainers der deutschen Skeleton-Mannschaft übernahm im April 2020 Christian Baude, während sein Vorgänger Dirk Matschenz ins russische Betreuerteam wechselte. Baude nominierte wenige Wochen vor Saisonbeginn nach innerdeutschen Ausscheidungsrennen Jacqueline Lölling und Hannah Neise ins Weltcupteam der Frauen, zusätzlich zu der als Weltmeisterin gesetzten Tina Hermann. Ebenfalls vorab qualifiziert als Weltmeister war bei den deutschen Männern Christopher Grotheer, neben ihm wurden Felix Keisinger und Alexander Gassner nach mehreren Ausscheidungsrennen in den Weltcupkader berufen. Im Vergleich zum Vorjahr verloren Sophia Griebel und Axel Jungk zunächst ihren Platz in der ersten Mannschaft.
Die beiden Plätze im von Walter Stern betreuten österreichischen Kader A gingen an Janine Flock (die Vorjahreszweite im Gesamtweltcup) und an Florian Auer. Im Schweizer Team von Swiss Sliding war Marina Gilardoni für den Frauenstartplatz gesetzt, Ronald Auderset und Samuel Keiser qualifizierten sich bei den Selektionsrennen im November 2020 für die Weltcupmannschaft der Männer.

## Übersicht
| 1. Weltcup in Sigulda, 20. November 2020 | 1. Weltcup in Sigulda, 20. November 2020 | 1. Weltcup in Sigulda, 20. November 2020 | 1. Weltcup in Sigulda, 20. November 2020 |
| ---------------------------------------- | ---------------------------------------- | ---------------------------------------- | ---------------------------------------- |
| Disziplin                                | Erster Platz                             | Zweiter Platz                            | Dritter Platz                            |
| Frauen                                   | Janine Flock                             | Kimberley Bos                            | Endija Tērauda                           |
| Männer                                   | Martins Dukurs                           | Felix Keisinger Alexander Gassner        | –                                        |

| 2. Weltcup in Sigulda, 27. November 2020 | 2. Weltcup in Sigulda, 27. November 2020 | 2. Weltcup in Sigulda, 27. November 2020 | 2. Weltcup in Sigulda, 27. November 2020 |
| ---------------------------------------- | ---------------------------------------- | ---------------------------------------- | ---------------------------------------- |
| Disziplin                                | Erster Platz                             | Zweiter Platz                            | Dritter Platz                            |
| Frauen                                   | Janine Flock                             | Jelena Nikitina                          | Kimberley Bos Tina Hermann               |
| Männer                                   | Martins Dukurs                           | Tomass Dukurs                            | Marcus Wyatt                             |

| 3. Weltcup in Igls, 11. Dezember 2020 | 3. Weltcup in Igls, 11. Dezember 2020 | 3. Weltcup in Igls, 11. Dezember 2020 | 3. Weltcup in Igls, 11. Dezember 2020 |
| ------------------------------------- | ------------------------------------- | ------------------------------------- | ------------------------------------- |
| Disziplin                             | Erster Platz                          | Zweiter Platz                         | Dritter Platz                         |
| Frauen                                | Jelena Nikitina                       | Kimberley Bos                         | Janine Flock Tina Hermann             |
| Männer                                | Martins Dukurs Alexander Tretjakow    | –                                     | Nikita Tregubow                       |

| 4. Weltcup in Igls, 18. Dezember 2020 | 4. Weltcup in Igls, 18. Dezember 2020 | 4. Weltcup in Igls, 18. Dezember 2020 | 4. Weltcup in Igls, 18. Dezember 2020 |
| ------------------------------------- | ------------------------------------- | ------------------------------------- | ------------------------------------- |
| Disziplin                             | Erster Platz                          | Zweiter Platz                         | Dritter Platz                         |
| Frauen                                | Janine Flock                          | Kimberley Bos                         | Jacqueline Lölling                    |
| Männer                                | Martins Dukurs                        | Matt Waston                           | Christopher Grotheer                  |

| 5. Weltcup in Winterberg, 8. Januar 2021 | 5. Weltcup in Winterberg, 8. Januar 2021 | 5. Weltcup in Winterberg, 8. Januar 2021 | 5. Weltcup in Winterberg, 8. Januar 2021 |
| ---------------------------------------- | ---------------------------------------- | ---------------------------------------- | ---------------------------------------- |
| Disziplin                                | Erster Platz                             | Zweiter Platz                            | Dritter Platz                            |
| Frauen                                   | Jelena Nikitina                          | Tina Hermann                             | Janine Flock                             |
| Männer                                   | Alexander Tretjakow                      | Martins Dukurs                           | Alexander Gassner                        |

| 6. Weltcup in St. Moritz, 15. Januar 2021 | 6. Weltcup in St. Moritz, 15. Januar 2021 | 6. Weltcup in St. Moritz, 15. Januar 2021 | 6. Weltcup in St. Moritz, 15. Januar 2021 |
| ----------------------------------------- | ----------------------------------------- | ----------------------------------------- | ----------------------------------------- |
| Disziplin                                 | Erster Platz                              | Zweiter Platz                             | Dritter Platz                             |
| Frauen                                    | Janine Flock                              | Tina Hermann                              | Elisabeth Maier                           |
| Männer                                    | Alexander Gassner                         | Martins Dukurs                            | Yun Sung-bin                              |

| 7. Weltcup in Königssee, 22. Januar 2021 | 7. Weltcup in Königssee, 22. Januar 2021 | 7. Weltcup in Königssee, 22. Januar 2021 | 7. Weltcup in Königssee, 22. Januar 2021 |
| ---------------------------------------- | ---------------------------------------- | ---------------------------------------- | ---------------------------------------- |
| Disziplin                                | Erster Platz                             | Zweiter Platz                            | Dritter Platz                            |
| Frauen                                   | Jacqueline Lölling                       | Anna Fernstädt                           | Janine Flock Jane Channell               |
| Männer                                   | Alexander Gassner                        | Yun Sung-bin                             | Alexander Tretjakow                      |

| 8. Weltcup in Igls, 29. Januar 2021 | 8. Weltcup in Igls, 29. Januar 2021 | 8. Weltcup in Igls, 29. Januar 2021 | 8. Weltcup in Igls, 29. Januar 2021 |
| ----------------------------------- | ----------------------------------- | ----------------------------------- | ----------------------------------- |
| Disziplin                           | Erster Platz                        | Zweiter Platz                       | Dritter Platz                       |
| Frauen                              | Jelena Nikitina                     | Janine Flock                        | Kimberley Bos                       |
| Männer                              | Alexander Tretjakow                 | Craig Thompson                      | Samuel Maier                        |

## Wertungen

### Frauen
| Rang | Athlet                 | SIG 1 | SIG 2 | IGL 1 | IGL 2 | WIB | SMT | KÖN | IGL 3 | Punkte |
| ---- | ---------------------- | ----- | ----- | ----- | ----- | --- | --- | --- | ----- | ------ |
| 01   | Janine Flock           | 1     | 1     | 3     | 1     | 3   | 2   | 3   | 2     | 1695   |
| 02   | Tina Hermann           | 7     | 3     | 3     | 4     | 2   | 1   | 10  | 6     | 1515   |
| 03   | Kimberley Bos          | 2     | 3     | 2     | 2     | 7   | –   | 12  | 3     | 1326   |
| 04   | Jacqueline Lölling     | 8     | 7     | 6     | 3     | 4   | 3   | 1   | –     | 1321   |
| 05   | Anna Fernstädt         | 4     | 10    | 8     | 9     | 8   | 7   | 2   | 12    | 1314   |
| 06   | Jelena Nikitina        | 9     | 2     | 1     | –     | 1   | –   | 5   | 1     | 1221   |
| 07   | Kim Meylemans          | 5     | 6     | 17    | 11    | 9   | 8   | 8   | –     | 1056   |
| 08   | Valentina Margaglio    | 10    | 12    | 5     | 6     | 11  | –   | –   | 4     | 0960   |
| 09   | Hannah Neise           | 13    | 14    | 8     | 10    | 5   | 4   | –   | –     | 0912   |
| 10   | Laura Deas             | 6     | 5     | –     | –     | 12  | 14  | 13  | 8     | 0880   |
| 11   | Elisabeth Maier        | –     | –     | 7     | 5     | 6   | 6   | 6   | –     | 0880   |
| 12   | Julija Kanakina        | 11    | 9     | 10    | –     | 10  | –   | 16  | 7     | 0840   |
| 13   | Alena Frolowa          | 15    | 15    | 13    | 16    | 14  | –   | 17  | 14    | 0736   |
| 14   | Endija Tērauda         | 3     | 11    | 11    | 15    | 19  | –   | 18  | –     | 0730   |
| 15   | Alessia Crippa         | 17    | 17    | 14    | 13    | 16  | 18  | –   | 17    | 0672   |
| 16   | Ashleigh Pittaway      | 12    | 8     | –     | –     | 12  | 15  | –   | 10    | 0664   |
| 17   | Brogan Crowley         | –     | 16    | 15    | 14    | –   | –   | 5   | 9     | 0648   |
| 18   | Katie Uhlaender        | –     | –     | –     | –     | 13  | 5   | 7   | 13    | 0592   |
| 19   | Madelaine Smith        | –     | –     | 12    | 12    | 18  | 16  | 15  | –     | 0536   |
| 20   | Agathe Bessard         | 16    | 13    | 19    | 19    | 20  | 19  | –   | –     | 0506   |
| 21   | Kendall Wesenberg      | –     | –     | –     | –     | 17  | 13  | 14  | 15    | 0424   |
| 22   | Nicole Rocha Silveira  | 18    | 18    | 18    | 18    | –   | –   | 20  | –     | 0388   |
| 23   | Alina Tararytschenkowa | –     | –     | –     | 7     | –   | 9   | –   | –     | 0320   |
| 24   | Amelia Coltman         | 14    | –     | 16    | 17    | –   | –   | –   | –     | 0296   |
| 25   | Sophia Griebel         | –     | –     | –     | –     | –   | –   | 11  | 9     | 0288   |
| 26   | Jane Channell          | –     | –     | –     | –     | –   | –   | 3   | –     | 0200   |
| 27   | Jaclyn Laberge         | –     | –     | –     | –     | 21  | 11  | –   | –     | 0198   |
| 28   | Jaclyn Narracott       | –     | –     | –     | 8     | –   | –   | –   | –     | 0160   |
| 29   | Dārta Zunte            | –     | –     | –     | –     | –   | 20  | –   | 18    | 0148   |
| 30   | Anastassija Zyganowa   | –     | –     | –     | –     | –   | 10  | –   | –     | 0144   |
| 31   | Susanne Kreher         | –     | –     | –     | –     | –   | –   | –   | 11    | 0136   |
| 32   | Anastassija Trufanowa  | –     | –     | –     | –     | –   | 14  | –   | –     | 0112   |
| 33   | Sara Roderick          | –     | –     | –     | –     | –   | –   | –   | 16    | 0096   |
| 34   | Alessandra Fumagalli   | –     | –     | –     | –     | –   | 17  | –   | –     | 0088   |
| 35   | Jill Gander            | –     | –     | –     | –     | –   | –   | –   | 19    | 0074   |
| 36   | Kelly Curtis           | –     | –     | –     | –     | –   | –   | 19  | –     | 0074   |
| 37   | Katie Tannenbaum       | –     | –     | 20    | –     | –   | –   | –   | –     | 0068   |
| 38   | Elena Scarpellini      | –     | –     | –     | –     | –   | –   | 21  | –     | 0062   |
| 39   | Lovisa Ewald           | –     | –     | –     | –     | –   | 21  | –   | –     | 0062   |

### Männer
| Rang | Athlet                  | SIG1 | SIG2 | IGL1 | IGL2 | WIB | SMT | KÖN | IGL3 | Punkte |
| ---- | ----------------------- | ---- | ---- | ---- | ---- | --- | --- | --- | ---- | ------ |
| 01   | Martins Dukurs          | 1    | 1    | 1    | 1    | 2   | 2   | 11  | –    | 1456   |
| 02   | Alexander Gassner       | 2    | 5    | 5    | 7    | 3   | 1   | 1   | –    | 1396   |
| 03   | Tomass Dukurs           | 4    | 2    | 10   | 8    | 6   | 5   | 8   | –    | 1226   |
| 04   | Christopher Grotheer    | 11   | 7    | 6    | 3    | 8   | 6   | 6   | –    | 1192   |
| 05   | Alexander Tretjakow     | 9    | 10   | 1    | –    | 1   | –   | 3   | 1    | 1171   |
| 06   | Felix Keisinger         | 2    | 6    | 11   | 4    | 4   | 7   | –   | –    | 1074   |
| 07   | Nikita Tregubow         | 7    | 4    | 3    | –    | 9   | –   | 7   | 6    | 1056   |
| 08   | Marcus Wyatt            | 8    | 3    | –    | –    | 13  | 8   | 5   | 5    | 1008   |
| 09   | Matt Weston             | 5    | 12   | 4    | 2    | –   | –   | 10  | 11   | 994    |
| 10   | Daniil Romanow          | 13   | 15   | 8    | 5    | 7   | –   | 18  | 8    | 976    |
| 11   | Florian Auer            | 14   | 11   | 9    | 9    | 12  | 20  | 15  | 13   | 972    |
| 12   | Craig Thompson          | 6    | 7    | –    | –    | 5   | 14  | 16  | 2    | 0946   |
| 13   | Vladyslav Heraskevych   | 12   | 9    | 14   | 11   | 11  | 11  | –   | 18   | 0880   |
| 14   | Samuel Maier            | –    | –    | 7    | 6    | 10  | 12  | –   | 3    | 0816   |
| 15   | Mattia Gaspari          | 10   | 13   | 15   | 13   | 22  | –   | 13  | 16   | 0760   |
| 16   | Ronald Auderset         | 15   | 16   | 13   | 10   | 19  | –   | 16  | –    | 0634   |
| 17   | Sungbin Yun             | –    | –    | –    | –    | –   | 3   | 2   | 4    | 0602   |
| 18   | Samuel Keiser           | 17   | 18   | 19   | 18   | 21  | 22  | –   | 22   | 0496   |
| 19   | Florian Austin          | –    | –    | –    | –    | 15  | 10  | 14  | 14   | 0472   |
| 20   | Jisoo Kim               | –    | –    | –    | –    | –   | 13  | 12  | 10   | 0392   |
| 21   | Jung Seung-gi           | –    | –    | –    | –    | –   | 25  | 9   | 7    | 0360   |
| 22   | Mihail Sebastian Enache | –    | –    | 16   | 18   | –   | 17  | –   | 17   | 0352   |
| 23   | Jewgeni Rukossujew      | –    | –    | –    | 12   | –   | 4   | –   | –    | 0320   |
| 24   | Ander Mirambell         | –    | –    | –    | –    | 17  | 15  | 21  | 24   | 0299   |
| 25   | Amadeo Bagnis           | 16   |      | –    | –    | –   | 18  | –   | 18   | 0256   |
| 26   | Kevin Boyer             | –    | –    | –    | –    | 16  | 18  | 19  | –    | 0214   |
| 27   | Ben Fulker              | –    | –    | 12   | –    | 14  | –   | –   | –    | 0240   |
| 28   | Austin McCrary          | –    | –    | –    | –    | 20  | 26  | 20  | 23   | 0222   |
| 29   | Mihai Daniel Pacioianu  | 18   | 17   | –    | –    | 23  | –   | –   | –    | 0218   |
| 30   | Jeremy Rice             | –    | –    | 16   | 14   | –   | –   | –   | –    | 0208   |
| 31   | Axel Jungk              | –    | –    | –    | –    | –   | –   | 4   | –    | 0192   |
| 32   | Mark Lynch              | –    | –    | –    | –    | 18  | 22  | 24  | –    | 0181   |
| 33   | Manuel Schwärzer        | –    | –    | 17   | 17   | –   | –   | –   | –    | 0176   |
| 34   | Nathan Crumpton         | –    | –    |      | 15   | –   | –   | –   | 20   | 0172   |
| 35   | Jean Jacques Buff       | –    | –    | –    | –    | –   | 16  | –   | 21   | 0158   |
| 36   | Cedric Renner           | –    | –    | –    | –    | –   | –   | –   | 9    | 0152   |
| 37   | Wladislaw Semjonow      | –    | –    | –    | –    | –   | 9   | –   | –    | 0152   |
| 38   | Kilian von Schleinitz   | –    | –    | –    | –    | –   | –   | –   | 12   | 0128   |
| 39   | Alexander Schlintner    | –    | 14   | –    | –    | –   | –   | –   | –    | 0112   |
| 40   | Felix Seibel            | –    | –    | –    | –    | –   | –   | –   | 15   | 0104   |
| 41   | Laurence Bostock        | –    | –    | –    | –    | –   | 21  | –   | –    | 0062   |
| 42   | Basil Sieber            | –    | –    | –    | –    | –   | –   | 23  | –    | 0050   |
| 43   | Konstantin Choroschko   | –    | –    | –    | –    | –   | 23  | –   | –    | 0050   |
| 44   | Krists Netlaus          | –    | –    | –    | –    | –   | –   | –   | 25   | 0040   |
| 45   | Elvis Veinbergs         | –    | –    | –    | –    | –   | –   | –   | 26   | 0036   |
| 46   | Pietro Drovanti         | –    | –    | –    | –    | –   | 27  | –   | –    | 0032   |